# Gerung (biskup Miśni)
Gerung (zm. 20 listopada 1170 w klasztorze Petersberg) – biskup Miśni od 1152, 1153 lub 1154.

## Życiorys
Pochodzenie i data urodzenia Gerunga nie są znane. Był zakonnikiem benedyktyńskim. W 1140 lub ok. 1145 został opatem klasztoru Bosau. Sprawnie zarządzał klasztorem i uzyskiwał dla niego liczne nadania. W 1152 lub w 1153 lub 1154 został biskupem Miśni, przy czym jego wyświęcenie zostało odłożone w czasie z uwagi na pobyt arcybiskupa Magdeburga Wichmana w Italii. Gerung był sprawnym zarządcą swojej diecezji, promował osadnictwo (w 1154 sprowadził osadników z Flandrii do Kühren, nakłaniał też kanoników katedralnych do podobnych działań) i prowadził inne działania mające na celu rozwój ekonomiczny. Jest uważany za założyciela miasta Geringswalde. Miał udział w zakładaniu i rozwoju klasztorów Altzella i Zschillen.
Zmarł 20 listopada 1170 w klasztorze Petersberg. Został pochowany w katedrze w Miśni.